# 2015-ös női kézilabda-világbajnokság
A 2015-ös női kézilabda-világbajnokságot december 5. és 20. között Dániában rendezték. Ez volt a 22. női kézilabda-vb. A világbajnokságon 24 csapat vett részt. A tornát a norvég válogatott nyerte, története során harmadszor. A magyar válogatott a 11. helyen végzett.
A női világbajnokságok történetében először alkalmazták a videóbírót. A csoportmérkőzések során azonban a Dél-Korea–Franciaország mérkőzésen a videóbíró-technológia használatának ellenére egy szabályos gólt nem adtak meg a dél-koreaiaknak. A Nemzetközi Kézilabda-szövetség azonnal kivizsgálta az esetet, és úgy döntött, hogy a technológiát nem használják a világbajnokság hátralévő mérkőzésein, az érintett játékvezetők és hivatalos személyek pedig több feladatot nem kaptak ezen a világbajnokságon.

## Helyszínek
A mérkőzéseket négy városban játszották.
| Herning                               | Kolding                      |
| ------------------------------------- | ---------------------------- |
| Jyske Bank Boxen Férőhely: 14 000     | Tre-For Arena Férőhely: 3200 |
| Frederikshavn Herning Kolding Næstved |                              |
| Frederikshavn                         | Næstved                      |
| Arena Nord Férőhely: 2500             | Næstved Arena Férőhely: 3500 |

## Selejtezők
| Torna                        | Dátum                               | Kvóta | Nemzetek |
| ---------------------------- | ----------------------------------- | ----- | --- |
| Rendező                      | 2011. január 27.                    | 1     | Dánia |
| Címvédő                      | 2013. december 22.                  | 1     | Brazília |
| 2014-es Afrika-kupa          | 2014. január 16–25.                 | 3     | Kongói DK · Angola · Tunézia                                                                                               |
| 2014-es Európa-bajnokság     | 2014. december 7–21.                | 1     | Norvégia |
| 2015-ös Ázsia-bajnokság      | 2015. március 14–22.                | 3     | Dél-Korea · Japán · Kína                                                                                                   |
| 2015-ös Pánamerika-bajnokság | 2015. május 21–28.                  | 3     | Kuba · Argentína · Puerto Rico                                                                                             |
| Európai selejtezők           | 2014. október 8. – 2015. június 14. | 9     | Franciaország · Hollandia · Lengyelország · Magyarország · Montenegró · Oroszország · Románia · Spanyolország · Svédország |
| Interkontinentális selejtező | 2015. június 15–17.                 | 1     | Kazahsztán |
| Szabadkártya                 | 2015. június 22.                    | 2     | Németország · Szerbia |

### Európai selejtezők
| 1. csapat     | Össz. | 2. csapat     | 1. mérk. | 2. mérk. |
| ------------- | ----- | ------------- | -------- | -------- |
| Ausztria      | 44–74 | Magyarország  | 20–33    | 24–41    |
| Szerbia       | 54–56 | Románia       | 26–32    | 28–24    |
| Hollandia     | 56–48 | Csehország    | 33–23    | 23–25    |
| Ukrajna       | 40–54 | Lengyelország | 18–24    | 22–30    |
| Spanyolország | 45–39 | Szlovákia     | 25–19    | 20–20    |
| Németország   | 46–49 | Oroszország   | 20–22    | 26–27    |
| Franciaország | 54–41 | Szlovénia     | 27–20    | 27–21    |
| Horvátország  | 44–51 | Svédország    | 23–24    | 21–27    |
| Montenegró    | 47–38 | Izland        | 28–19    | 19–19    |

## Résztvevők
A világbajnokságon az alábbi 24 csapat vett részt:
| Nemzet        | Részvételi jog                         | Kvalifikáció dátum | Előző szereplések |
| ------------- | -------------------------------------- | ------------------ | ----------------- |
| Dánia         | Rendező                                | 2011. január 27.   | 17                |
| Brazília      | Címvédő                                | 2013. december 22. | 10                |
| Kongói DK     | 2014-es Afrika-bajnokság, döntős       | 2014. január 25.   | 1                 |
| Tunézia       | 2014-es Afrika-bajnokság, döntős       | 2014. január 25.   | 7                 |
| Angola        | 2014-es Afrika-bajnokság, harmadik     | 2014. január 25.   | 12                |
| Norvégia      | 2014-es Európa-bajnokság, győztes      | 2014. december 21. | 17                |
| Dél-Korea     | 2015-ös Ázsia-bajnokság, győztes       | 2015. március 21.  | 15                |
| Japán         | 2015-ös Ázsia-bajnokság, második       | 2015. március 21.  | 16                |
| Kína          | 2015-ös Ázsia-bajnokság, harmadik      | 2015. március 23.  | 13                |
| Kuba          | 2015-ös Pánamerika-bajnokság, második  | 2015. május 24.    | 2                 |
| Puerto Rico   | 2015-ös Pánamerika-bajnokság, negyedik | 2015. május 25.    | 0                 |
| Argentína     | 2015-ös Pánamerika-bajnokság, harmadik | 2015. május 25.    | 7                 |
| Magyarország  | Európai selejtező                      | 2015. június 13.   | 19                |
| Franciaország | Európai selejtező                      | 2015. június 13.   | 11                |
| Oroszország   | Európai selejtező                      | 2015. június 13.   | 10                |
| Románia       | Európai selejtező                      | 2015. június 13.   | 21                |
| Hollandia     | Európai selejtező                      | 2015. június 13.   | 9                 |
| Montenegró    | Európai selejtező                      | 2015. június 14.   | 2                 |
| Spanyolország | Európai selejtező                      | 2015. június 14.   | 7                 |
| Lengyelország | Európai selejtező                      | 2015. június 14.   | 14                |
| Svédország    | Európai selejtező                      | 2015. június 14.   | 7                 |
| Kazahsztán    | Interkontinentális selejtező           | 2015. június 16.   | 1                 |
| Németország   | szabadkártya                           | 2015. június 22.   | 19                |
| Szerbia       | szabadkártya                           | 2015. június 22.   | 3                 |

## Sorsolás
A sorsolást június 24-én tartották Koldingban a Koldinghus kastélyban.
Kiemelés
| 1. kalap                           | 2. kalap                                                | 3. kalap                                       | 4. kalap                                        | 5. kalap                                 | 6. kalap                                    |
| ---------------------------------- | ------------------------------------------------------- | ---------------------------------------------- | ----------------------------------------------- | ---------------------------------------- | ------------------------------------------- |
| Brazília · Kuba · Norvégia · Dánia | Spanyolország · Svédország · Montenegró · Franciaország | Magyarország · Hollandia · Argentína · Románia | Oroszország · Dél-Korea · Lengyelország · Japán | Tunézia · Kongói DK · Kína · Puerto Rico | Angola · Szerbia · Németország · Kazahsztán |

A sorsolást Tonje Kjærgaard, Camilla Andersen, Anette Hoffman és Lotte Kiærskou végezte el. A sorsolást úgy irányították, hogy a Dánia Herningben, Svédország Næstvedben, Norvégia Frederikshavnban, Németország pedig Koldingban szerepeljen a selejtezőben.

## Csoportkör
| Jelmagyarázat                                                  |
| -------------------------------------------------------------- |
| A csoportok első négy helyezettje bejutott a nyolcaddöntőbe.   |
| A csoportok ötödik helyezettjei a 17–20. helyért játszhattak.  |
| A csoportok hatodik helyezettjei a 21–24. helyért játszhattak. |

### A csoport
| Csapat       | M | Gy | D | V | G+  | G-  | Gk  | P |
| ------------ | - | -- | - | - | --- | --- | --- | - |
| Montenegró   | 5 | 4  | 1 | 0 | 149 | 113 | +36 | 9 |
| Magyarország | 5 | 4  | 0 | 1 | 146 | 121 | +25 | 8 |
| Dánia        | 5 | 3  | 0 | 2 | 134 | 113 | +21 | 6 |
| Szerbia      | 5 | 2  | 1 | 2 | 144 | 132 | +12 | 5 |
| Japán        | 5 | 1  | 0 | 4 | 118 | 138 | –20 | 2 |
| Tunézia      | 5 | 0  | 0 | 5 | 108 | 182 | –74 | 0 |

| 2015. december 5. 15:45 | Montenegró  | 28–28       | Szerbia           | Jyske Bank Boxen, Herning Nézőszám: 4700 Játékvezetők: Lorente, García Serradilla (ESP) |
| 2015. december 5. 15:45 | Bulatović 8 | (16–14)     | Krpež, Živković 6 | Jyske Bank Boxen, Herning Nézőszám: 4700 Játékvezetők: Lorente, García Serradilla (ESP) |
| 2015. december 5. 15:45 | 7× 3×       | Jegyzőkönyv | 4× 3× 1×          | Jyske Bank Boxen, Herning Nézőszám: 4700 Játékvezetők: Lorente, García Serradilla (ESP) |

| 2015. december 5. 18:00 | Magyarország | 39–20       | Tunézia    | Jyske Bank Boxen, Herning Nézőszám: 7900 Játékvezetők: Alpaidze, Berezkina (RUS) |
| 2015. december 5. 18:00 | Tomori 6     | (16–5)      | Chebbah 10 | Jyske Bank Boxen, Herning Nézőszám: 7900 Játékvezetők: Alpaidze, Berezkina (RUS) |
| 2015. december 5. 18:00 | 2× 1×        | Jegyzőkönyv | 3× 2×      | Jyske Bank Boxen, Herning Nézőszám: 7900 Játékvezetők: Alpaidze, Berezkina (RUS) |

| 2015. december 5. 20:45 | Dánia      | 30–21       | Japán   | Jyske Bank Boxen, Herning Nézőszám: 12 500 Játékvezetők: Grillo, Lenci (ARG) |
| 2015. december 5. 20:45 | Gravholt 6 | (17–11)     | Honda 5 | Jyske Bank Boxen, Herning Nézőszám: 12 500 Játékvezetők: Grillo, Lenci (ARG) |
| 2015. december 5. 20:45 | 3× 3×      | Jegyzőkönyv | 3× 2×   | Jyske Bank Boxen, Herning Nézőszám: 12 500 Játékvezetők: Grillo, Lenci (ARG) |

| 2015. december 6. 16:15 | Japán     | 23–29       | Montenegró   | Jyske Bank Boxen, Herning Nézőszám: 2500 Játékvezetők: Alpaidze, Berezkina (RUS) |
| 2015. december 6. 16:15 | Szunami 9 | (15–17)     | Radičević 10 | Jyske Bank Boxen, Herning Nézőszám: 2500 Játékvezetők: Alpaidze, Berezkina (RUS) |
| 2015. december 6. 16:15 | 5× 2×     | Jegyzőkönyv | 3× 4×        | Jyske Bank Boxen, Herning Nézőszám: 2500 Játékvezetők: Alpaidze, Berezkina (RUS) |

| 2015. december 6. 18:30 | Szerbia | 26–32       | Magyarország | Jyske Bank Boxen, Herning Nézőszám: 5800 Játékvezetők: Grillo, Lenci (ARG) |
| 2015. december 6. 18:30 | Krpež 5 | (16–18)     | Tomori 10    | Jyske Bank Boxen, Herning Nézőszám: 5800 Játékvezetők: Grillo, Lenci (ARG) |
| 2015. december 6. 18:30 | 7× 3×   | Jegyzőkönyv | 7× 4×        | Jyske Bank Boxen, Herning Nézőszám: 5800 Játékvezetők: Grillo, Lenci (ARG) |

| 2015. december 6. 20:45 | Tunézia           | 20–32       | Dánia           | Jyske Bank Boxen, Herning Nézőszám: 12 000 Játékvezetők: Coulibaly, Diabate (CIV) |
| 2015. december 6. 20:45 | Chebbach, Jlezi 5 | (10–16)     | három játékos 6 | Jyske Bank Boxen, Herning Nézőszám: 12 000 Játékvezetők: Coulibaly, Diabate (CIV) |
| 2015. december 6. 20:45 | 3× 3×             | Jegyzőkönyv | 3× 3×           | Jyske Bank Boxen, Herning Nézőszám: 12 000 Játékvezetők: Coulibaly, Diabate (CIV) |

| 2015. december 8. 16:15 | Japán  | 31–21       | Tunézia | Jyske Bank Boxen, Herning Nézőszám: 2000 Játékvezetők: Alpaidze, Berezkina (RUS) |
| 2015. december 8. 16:15 | Hara 9 | (13–9)      | Jlezi 5 | Jyske Bank Boxen, Herning Nézőszám: 2000 Játékvezetők: Alpaidze, Berezkina (RUS) |
| 2015. december 8. 16:15 | 5× 2×  | Jegyzőkönyv | 5× 2×   | Jyske Bank Boxen, Herning Nézőszám: 2000 Játékvezetők: Alpaidze, Berezkina (RUS) |

| 2015. december 8. 18:30 | Montenegró      | 32–15       | Magyarország    | Jyske Bank Boxen, Herning Nézőszám: 7000 Játékvezetők: Arntsen, Røen (NOR) |
| 2015. december 8. 18:30 | három játékos 6 | (17–9)      | három játékos 3 | Jyske Bank Boxen, Herning Nézőszám: 7000 Játékvezetők: Arntsen, Røen (NOR) |
| 2015. december 8. 18:30 | 4× 3×           | Jegyzőkönyv | 1× 2×           | Jyske Bank Boxen, Herning Nézőszám: 7000 Játékvezetők: Arntsen, Røen (NOR) |

| 2015. december 8. 20:45 | Dánia          | 29–20       | Szerbia    | Jyske Bank Boxen, Herning Nézőszám: 12 500 Játékvezetők: Schulze, Tannies (GER) |
| 2015. december 8. 20:45 | L. Jørgensen 7 | (13–12)     | Liščević 5 | Jyske Bank Boxen, Herning Nézőszám: 12 500 Játékvezetők: Schulze, Tannies (GER) |
| 2015. december 8. 20:45 | 7× 3×          | Jegyzőkönyv | 7× 3×      | Jyske Bank Boxen, Herning Nézőszám: 12 500 Játékvezetők: Schulze, Tannies (GER) |

| 2015. december 9. 16:15 | Montenegró | 37–26       | Tunézia   | Jyske Bank Boxen, Herning Nézőszám: 1700 Játékvezetők: Lenci, Grillo (ARG) |
| 2015. december 9. 16:15 | Jauković 9 | (19–12)     | Chebbah 9 | Jyske Bank Boxen, Herning Nézőszám: 1700 Játékvezetők: Lenci, Grillo (ARG) |
| 2015. december 9. 16:15 | 6× 3×      | Jegyzőkönyv | 2× 2×     | Jyske Bank Boxen, Herning Nézőszám: 1700 Játékvezetők: Lenci, Grillo (ARG) |

| 2015. december 9. 18:30 | Szerbia | 27–22       | Japán               | Jyske Bank Boxen, Herning Nézőszám: 7000 Játékvezetők: Coulibaly, Diabate (CIV) |
| 2015. december 9. 18:30 | Krpež 6 | (13–12)     | Szunami, Ishitate 5 | Jyske Bank Boxen, Herning Nézőszám: 7000 Játékvezetők: Coulibaly, Diabate (CIV) |
| 2015. december 9. 18:30 | 5×      | Jegyzőkönyv | 5×                  | Jyske Bank Boxen, Herning Nézőszám: 7000 Játékvezetők: Coulibaly, Diabate (CIV) |

| 2015. december 9. 20:45 | Magyarország  | 29–22       | Dánia          | Jyske Bank Boxen, Herning Nézőszám: 12 500 Játékvezetők: Arntsen, Røen (NOR) |
| 2015. december 9. 20:45 | Szucsánszki 8 | (15–12)     | S. Jørgensen 4 | Jyske Bank Boxen, Herning Nézőszám: 12 500 Játékvezetők: Arntsen, Røen (NOR) |
| 2015. december 9. 20:45 | 4× 2×         | Jegyzőkönyv | 5× 2×          | Jyske Bank Boxen, Herning Nézőszám: 12 500 Játékvezetők: Arntsen, Røen (NOR) |

| 2015. december 11. 16:15 | Magyarország | 31–21       | Japán     | Jyske Bank Boxen, Herning Nézőszám: 1500 Játékvezetők: Schulze, Tannies (GER) |
| 2015. december 11. 16:15 | Triscsuk 6   | (17–11)     | Fudzsii 6 | Jyske Bank Boxen, Herning Nézőszám: 1500 Játékvezetők: Schulze, Tannies (GER) |
| 2015. december 11. 16:15 | 3× 4×        | Jegyzőkönyv | 5× 3×     | Jyske Bank Boxen, Herning Nézőszám: 1500 Játékvezetők: Schulze, Tannies (GER) |

| 2015. december 11. 18:30 | Tunézia         | 21–43       | Szerbia  | Jyske Bank Boxen, Herning Nézőszám: 4000 Játékvezetők: Arntsen, Røen (NOR) |
| 2015. december 11. 18:30 | három játékos 4 | (10–23)     | Krpež 11 | Jyske Bank Boxen, Herning Nézőszám: 4000 Játékvezetők: Arntsen, Røen (NOR) |
| 2015. december 11. 18:30 | 5× 3×           | Jegyzőkönyv | 3× 2×    | Jyske Bank Boxen, Herning Nézőszám: 4000 Játékvezetők: Arntsen, Røen (NOR) |

| 2015. december 11. 20:45 | Dánia    | 21–23       | Montenegró | Jyske Bank Boxen, Herning Nézőszám: 12 500 Játékvezetők: García, Lorente (ESP) |
| 2015. december 11. 20:45 | Hansen 8 | (7–12)      | Jauković 7 | Jyske Bank Boxen, Herning Nézőszám: 12 500 Játékvezetők: García, Lorente (ESP) |
| 2015. december 11. 20:45 | 2× 3×    | Jegyzőkönyv | 5× 3×      | Jyske Bank Boxen, Herning Nézőszám: 12 500 Játékvezetők: García, Lorente (ESP) |

### B csoport
| Csapat        | M | Gy | D | V | G+  | G-  | Gk  | P |
| ------------- | - | -- | - | - | --- | --- | --- | - |
| Hollandia     | 5 | 4  | 1 | 0 | 183 | 116 | +67 | 9 |
| Svédország    | 5 | 4  | 1 | 0 | 192 | 134 | +58 | 9 |
| Lengyelország | 5 | 3  | 0 | 2 | 135 | 135 | 0   | 6 |
| Angola        | 5 | 2  | 0 | 3 | 144 | 155 | –11 | 4 |
| Kína          | 5 | 1  | 0 | 4 | 141 | 180 | –39 | 2 |
| Kuba          | 5 | 0  | 0 | 5 | 123 | 198 | –75 | 0 |

| 2015. december 5. 16:15 | Hollandia        | 42–21       | Kína          | Næstved Arena, Næstved Nézőszám: 2950 Játékvezetők: Bonaventura, Bonaventura (FRA) |
| 2015. december 5. 16:15 | Abbingh, Broch 7 | (19–9)      | Jan Mej Zsu 4 | Næstved Arena, Næstved Nézőszám: 2950 Játékvezetők: Bonaventura, Bonaventura (FRA) |
| 2015. december 5. 16:15 | 1× 2×            | Jegyzőkönyv | 5× 3×         | Næstved Arena, Næstved Nézőszám: 2950 Játékvezetők: Bonaventura, Bonaventura (FRA) |

| 2015. december 5. 18:30 | Kuba       | 22–27       | Lengyelország | Næstved Arena, Næstved Nézőszám: 3112 Játékvezetők: Schulze, Tannies (GER) |
| 2015. december 5. 18:30 | Martínez 8 | (11–12)     | Kudłacz 11    | Næstved Arena, Næstved Nézőszám: 3112 Játékvezetők: Schulze, Tannies (GER) |
| 2015. december 5. 18:30 | 4× 2×      | Jegyzőkönyv | 3× 3×         | Næstved Arena, Næstved Nézőszám: 3112 Játékvezetők: Schulze, Tannies (GER) |

| 2015. december 5. 20:45 | Svédország | 37–23       | Angola   | Næstved Arena, Næstved Nézőszám: 3204 Játékvezetők: Florescu, Stoia (ROU) |
| 2015. december 5. 20:45 | Hagman 8   | (18–12)     | André 6  | Næstved Arena, Næstved Nézőszám: 3204 Játékvezetők: Florescu, Stoia (ROU) |
| 2015. december 5. 20:45 | 5× 3×      | Jegyzőkönyv | 2× 3× 1× | Næstved Arena, Næstved Nézőszám: 3204 Játékvezetők: Florescu, Stoia (ROU) |

| 2015. december 6. 16:15 | Kína    | 39–30       | Kuba      | Næstved Arena, Næstved Nézőszám: 1475 Játékvezetők: Florescu, Stoia (ROU) |
| 2015. december 6. 16:15 | Zsang 8 | (22–15)     | Varanes 7 | Næstved Arena, Næstved Nézőszám: 1475 Játékvezetők: Florescu, Stoia (ROU) |
| 2015. december 6. 16:15 | 7× 3×   | Jegyzőkönyv | 4× 2×     | Næstved Arena, Næstved Nézőszám: 1475 Játékvezetők: Florescu, Stoia (ROU) |

| 2015. december 6. 18:30 | Angola  | 24–37       | Hollandia | Næstved Arena, Næstved Nézőszám: 2850 Játékvezetők: Koo, Lee (KOR) |
| 2015. december 6. 18:30 | André 5 | (11–19)     | Polman 12 | Næstved Arena, Næstved Nézőszám: 2850 Játékvezetők: Koo, Lee (KOR) |
| 2015. december 6. 18:30 | 7× 3×   | Jegyzőkönyv | 3× 3×     | Næstved Arena, Næstved Nézőszám: 2850 Játékvezetők: Koo, Lee (KOR) |

| 2015. december 6. 20:45 | Lengyelország | 30–31       | Svédország | Næstved Arena, Næstved Nézőszám: 3120 Játékvezetők: Bonaventura, Bonaventura (FRA) |
| 2015. december 6. 20:45 | Kudłacz 6     | (13–15)     | Hagman 7   | Næstved Arena, Næstved Nézőszám: 3120 Játékvezetők: Bonaventura, Bonaventura (FRA) |
| 2015. december 6. 20:45 | 2× 3×         | Jegyzőkönyv | 5× 3×      | Næstved Arena, Næstved Nézőszám: 3120 Játékvezetők: Bonaventura, Bonaventura (FRA) |

| 2015. december 8. 16:15 | Kuba            | 23–38       | Angola             | Næstved Arena, Næstved Nézőszám: 1284 Játékvezetők: Bonaventura, Bonaventura (FRA) |
| 2015. december 8. 16:15 | három játékos 4 | (14–20)     | Bernardo, Viegas 7 | Næstved Arena, Næstved Nézőszám: 1284 Játékvezetők: Bonaventura, Bonaventura (FRA) |
| 2015. december 8. 16:15 | 6× 3× 1×        | Jegyzőkönyv | 4× 2×              | Næstved Arena, Næstved Nézőszám: 1284 Játékvezetők: Bonaventura, Bonaventura (FRA) |

| 2015. december 8. 18:30 | Lengyelország | 29–24       | Kína    | Næstved Arena, Næstved Nézőszám: 2584 Játékvezetők: Koo, Lee (KOR) |
| 2015. december 8. 18:30 | Kudłacz 7     | (12–11)     | Dzsin 8 | Næstved Arena, Næstved Nézőszám: 2584 Játékvezetők: Koo, Lee (KOR) |
| 2015. december 8. 18:30 | 7× 4×         | Jegyzőkönyv | 7× 3×   | Næstved Arena, Næstved Nézőszám: 2584 Játékvezetők: Koo, Lee (KOR) |

| 2015. december 8. 20:45 | Svédország | 28–28       | Hollandia | Næstved Arena, Næstved Nézőszám: 2894 Játékvezetők: García, Lorente (ESP) |
| 2015. december 8. 20:45 | Gulldén 8  | (12–15)     | Groot 9   | Næstved Arena, Næstved Nézőszám: 2894 Játékvezetők: García, Lorente (ESP) |
| 2015. december 8. 20:45 | 5× 4×      | Jegyzőkönyv | 4× 4× 1×  | Næstved Arena, Næstved Nézőszám: 2894 Játékvezetők: García, Lorente (ESP) |

| 2015. december 9. 16:15 | Hollandia | 45–23       | Kuba           | Næstved Arena, Næstved Nézőszám: 1494 Játékvezetők: Koo, Lee (KOR) |
| 2015. december 9. 16:15 | Abbingh 8 | (20–13)     | Lusson, Rizo 7 | Næstved Arena, Næstved Nézőszám: 1494 Játékvezetők: Koo, Lee (KOR) |
| 2015. december 9. 16:15 | 3× 2×     | Jegyzőkönyv | 8× 2×          | Næstved Arena, Næstved Nézőszám: 1494 Játékvezetők: Koo, Lee (KOR) |

| 2015. december 9. 18:30 | Angola     | 27–29       | Lengyelország | Næstved Arena, Næstved Nézőszám: 2820 Játékvezetők: García, Lorente (ESP) |
| 2015. december 9. 18:30 | Bernardo 8 | (15–12)     | Kocela 7      | Næstved Arena, Næstved Nézőszám: 2820 Játékvezetők: García, Lorente (ESP) |
| 2015. december 9. 18:30 | 2× 3×      | Jegyzőkönyv | 6× 3× 1×      | Næstved Arena, Næstved Nézőszám: 2820 Játékvezetők: García, Lorente (ESP) |

| 2015. december 9. 20:45 | Svédország | 47–28       | Kína          | Næstved Arena, Næstved Nézőszám: 2864 Játékvezetők: Florescu, Stoia (ROU) |
| 2015. december 9. 20:45 | Roberts 10 | (25–14)     | Jen Mei Csu 9 | Næstved Arena, Næstved Nézőszám: 2864 Játékvezetők: Florescu, Stoia (ROU) |
| 2015. december 9. 20:45 | 2× 3×      | Jegyzőkönyv | 4× 4×         | Næstved Arena, Næstved Nézőszám: 2864 Játékvezetők: Florescu, Stoia (ROU) |

| 2015. december 11. 16:15 | Kína    | 29–32       | Angola      | Næstved Arena, Næstved Nézőszám: 1628 Játékvezetők: Koo, Lee (KOR) |
| 2015. december 11. 16:15 | Csiao 5 | (11–15)     | Bernardo 10 | Næstved Arena, Næstved Nézőszám: 1628 Játékvezetők: Koo, Lee (KOR) |
| 2015. december 11. 16:15 | 1× 3×   | Jegyzőkönyv | 4×          | Næstved Arena, Næstved Nézőszám: 1628 Játékvezetők: Koo, Lee (KOR) |

| 2015. december 11. 18:30 | Hollandia | 31–20       | Lengyelország        | Næstved Arena, Næstved Nézőszám: 2652 Játékvezetők: Bonaventura, Bonaventura (FRA) |
| 2015. december 11. 18:30 | Abbingh 7 | (14–9)      | Achruk, Niedźwiedź 5 | Næstved Arena, Næstved Nézőszám: 2652 Játékvezetők: Bonaventura, Bonaventura (FRA) |
| 2015. december 11. 18:30 | 1× 2×     | Jegyzőkönyv | 3× 4×                | Næstved Arena, Næstved Nézőszám: 2652 Játékvezetők: Bonaventura, Bonaventura (FRA) |

| 2015. december 11. 20:45 | Kuba       | 25–49       | Svédország | Næstved Arena, Næstved Nézőszám: 2781 Játékvezetők: Florescu, Stoia (ROU) |
| 2015. december 11. 20:45 | Martínez 7 | (12–23)     | Hagman 14  | Næstved Arena, Næstved Nézőszám: 2781 Játékvezetők: Florescu, Stoia (ROU) |
| 2015. december 11. 20:45 | 7× 3×      | Jegyzőkönyv | 4× 3×      | Næstved Arena, Næstved Nézőszám: 2781 Játékvezetők: Florescu, Stoia (ROU) |

### C csoport
| Csapat        | M | Gy | D | V | G+  | G-  | Gk  | P |
| ------------- | - | -- | - | - | --- | --- | --- | - |
| Brazília      | 5 | 4  | 1 | 0 | 118 | 95  | +23 | 9 |
| Franciaország | 5 | 3  | 1 | 1 | 121 | 91  | +30 | 7 |
| Németország   | 5 | 3  | 0 | 2 | 151 | 114 | +37 | 6 |
| Dél-Korea     | 5 | 2  | 2 | 1 | 138 | 125 | +13 | 6 |
| Argentína     | 5 | 1  | 0 | 4 | 89  | 120 | –31 | 2 |
| Kongói DK     | 5 | 0  | 0 | 5 | 78  | 150 | –72 | 0 |

| 2015. december 5. 16:00 | Argentína | 23–15       | Kongói DK | Kolding-Hallen, Kolding Nézőszám: 1752 Játékvezetők: Boualloucha, Khenissi (TUN) |
| 2015. december 5. 16:00 | Pizzo 5   | (11–10)     | Mwasesa 6 | Kolding-Hallen, Kolding Nézőszám: 1752 Játékvezetők: Boualloucha, Khenissi (TUN) |
| 2015. december 5. 16:00 | 1× 3×     | Jegyzőkönyv | 6× 3× 1×  | Kolding-Hallen, Kolding Nézőszám: 1752 Játékvezetők: Boualloucha, Khenissi (TUN) |

| 2015. december 5. 18:15 | Franciaország | 30–20       | Németország | Kolding-Hallen, Kolding Nézőszám: 2200 Játékvezetők: Almawt, Marhoon (BRN) |
| 2015. december 5. 18:15 | Pineau 7      | (16–7)      | S. Müller 9 | Kolding-Hallen, Kolding Nézőszám: 2200 Játékvezetők: Almawt, Marhoon (BRN) |
| 2015. december 5. 18:15 | 3× 3×         | Jegyzőkönyv | 1× 3×       | Kolding-Hallen, Kolding Nézőszám: 2200 Játékvezetők: Almawt, Marhoon (BRN) |

| 2015. december 5. 20:30 | Brazília    | 24–24       | Dél-Korea | Kolding-Hallen, Kolding Nézőszám: 1430 Játékvezetők: Birch, Engkebolle (DEN) |
| 2015. december 5. 20:30 | Rodrigues 7 | (10–12)     | Unhi 7    | Kolding-Hallen, Kolding Nézőszám: 1430 Játékvezetők: Birch, Engkebolle (DEN) |
| 2015. december 5. 20:30 | 7× 3×       | Jegyzőkönyv | 2× 3×     | Kolding-Hallen, Kolding Nézőszám: 1430 Játékvezetők: Birch, Engkebolle (DEN) |

| 2015. december 7. 16:00 | Kongói DK | 11–26       | Brazília        | Kolding-Hallen, Kolding Nézőszám: 1500 Játékvezetők: Almawt, Marhoon (BRN) |
| 2015. december 7. 16:00 | Mwasesa 4 | (4–14)      | do Nascimento 7 | Kolding-Hallen, Kolding Nézőszám: 1500 Játékvezetők: Almawt, Marhoon (BRN) |
| 2015. december 7. 16:00 | 7× 2×     | Jegyzőkönyv | 2× 3×           | Kolding-Hallen, Kolding Nézőszám: 1500 Játékvezetők: Almawt, Marhoon (BRN) |

| 2015. december 7. 18:15 | Dél-Korea | 22–22       | Franciaország | Kolding-Hallen, Kolding Nézőszám: 2100 Játékvezetők: Eliasson, Palsson (ISL) |
| 2015. december 7. 18:15 | Dzsung 8  | (11–11)     | Nze Minko 7   | Kolding-Hallen, Kolding Nézőszám: 2100 Játékvezetők: Eliasson, Palsson (ISL) |
| 2015. december 7. 18:15 | 2× 4×     | Jegyzőkönyv | 4× 4×         | Kolding-Hallen, Kolding Nézőszám: 2100 Játékvezetők: Eliasson, Palsson (ISL) |

| 2015. december 7. 20:30 | Németország | 33–13       | Argentína          | Kolding-Hallen, Kolding Nézőszám: 1000 Játékvezetők: Birch, Engkebolle (DEN) |
| 2015. december 7. 20:30 | S. Müller 7 | (17–8)      | Mendoza, Karsten 4 | Kolding-Hallen, Kolding Nézőszám: 1000 Játékvezetők: Birch, Engkebolle (DEN) |
| 2015. december 7. 20:30 | 3× 3×       | Jegyzőkönyv | 3× 3×              | Kolding-Hallen, Kolding Nézőszám: 1000 Játékvezetők: Birch, Engkebolle (DEN) |

| 2015. december 8. 16:00 | Dél-Korea | 35–17       | Kongói DK | Kolding-Hallen, Kolding Nézőszám: 1200 Játékvezetők: Birch, Engkebolle (DEN) |
| 2015. december 8. 16:00 | Csoj 8    | (14–6)      | Mwasesa 7 | Kolding-Hallen, Kolding Nézőszám: 1200 Játékvezetők: Birch, Engkebolle (DEN) |
| 2015. december 8. 16:00 | 1× 3×     | Jegyzőkönyv | 3× 3× 1×  | Kolding-Hallen, Kolding Nézőszám: 1200 Játékvezetők: Birch, Engkebolle (DEN) |

| 2015. december 8. 18:15 | Franciaország   | 20–12       | Argentína | Kolding-Hallen, Kolding Nézőszám: 1300 Játékvezetők: Boualloucha, Khenissi (TUN) |
| 2015. december 8. 18:15 | három játékos 4 | (13–6)      | Mendoza 3 | Kolding-Hallen, Kolding Nézőszám: 1300 Játékvezetők: Boualloucha, Khenissi (TUN) |
| 2015. december 8. 18:15 | 4× 3×           | Jegyzőkönyv | 1× 3×     | Kolding-Hallen, Kolding Nézőszám: 1300 Játékvezetők: Boualloucha, Khenissi (TUN) |

| 2015. december 8. 20:30 | Brazília | 24–21       | Németország     | Kolding-Hallen, Kolding Nézőszám: 1500 Játékvezetők: Coulibaly, Diabate (CIV) |
| 2015. december 8. 20:30 | Amorim 7 | (9–8)       | három játékos 4 | Kolding-Hallen, Kolding Nézőszám: 1500 Játékvezetők: Coulibaly, Diabate (CIV) |
| 2015. december 8. 20:30 | 4× 3×    | Jegyzőkönyv | 3× 3×           | Kolding-Hallen, Kolding Nézőszám: 1500 Játékvezetők: Coulibaly, Diabate (CIV) |

| 2015. december 10. 16:00 | Argentína | 19–23       | Brazília     | Kolding-Hallen, Kolding Nézőszám: 1800 Játékvezetők: Almawt, Marhoon (BRN) |
| 2015. december 10. 16:00 | Pizzo 6   | (8–11)      | Fachinello 7 | Kolding-Hallen, Kolding Nézőszám: 1800 Játékvezetők: Almawt, Marhoon (BRN) |
| 2015. december 10. 16:00 | 5× 3×     | Jegyzőkönyv | 4× 4×        | Kolding-Hallen, Kolding Nézőszám: 1800 Játékvezetők: Almawt, Marhoon (BRN) |

| 2015. december 10. 18:15 | Franciaország | 29–16       | Kongói DK | Kolding-Hallen, Kolding Nézőszám: 1200 Játékvezetők: Birch, Engkebolle (DEN) |
| 2015. december 10. 18:15 | Lacrabère 8   | (14–10)     | Mwasesa 7 | Kolding-Hallen, Kolding Nézőszám: 1200 Játékvezetők: Birch, Engkebolle (DEN) |
| 2015. december 10. 18:15 | 1× 2×         | Jegyzőkönyv | 3× 2×     | Kolding-Hallen, Kolding Nézőszám: 1200 Játékvezetők: Birch, Engkebolle (DEN) |

| 2015. december 10. 20:30 | Németország        | 40–28       | Dél-Korea    | Kolding-Hallen, Kolding Nézőszám: 1000 Játékvezetők: Boualloucha, Khenissi (TUN) |
| 2015. december 10. 20:30 | Smits, F. Müller 6 | (14–15)     | Jung, Kvon 6 | Kolding-Hallen, Kolding Nézőszám: 1000 Játékvezetők: Boualloucha, Khenissi (TUN) |
| 2015. december 10. 20:30 | 6× 4×              | Jegyzőkönyv | 1× 3×        | Kolding-Hallen, Kolding Nézőszám: 1000 Játékvezetők: Boualloucha, Khenissi (TUN) |

| 2015. december 11. 16:00 | Argentína | 22–29       | Dél-Korea    | Kolding-Hallen, Kolding Nézőszám: 700 Játékvezetők: Alpaidze, Berezkina (RUS) |
| 2015. december 11. 16:00 | Pizzo 6   | (12–14)     | Ji, Dzsung 6 | Kolding-Hallen, Kolding Nézőszám: 700 Játékvezetők: Alpaidze, Berezkina (RUS) |
| 2015. december 11. 16:00 | 4× 6×     | Jegyzőkönyv | 5× 2×        | Kolding-Hallen, Kolding Nézőszám: 700 Játékvezetők: Alpaidze, Berezkina (RUS) |

| 2015. december 11. 18:15 | Brazília    | 21–20       | Franciaország | Kolding-Hallen, Kolding Nézőszám: 1600 Játékvezetők: Birch, Engkebolle (DEN) |
| 2015. december 11. 18:15 | Rodrigues 5 | (11–9)      | Pineau 6      | Kolding-Hallen, Kolding Nézőszám: 1600 Játékvezetők: Birch, Engkebolle (DEN) |
| 2015. december 11. 18:15 | 4× 4×       | Jegyzőkönyv | 4× 3×         | Kolding-Hallen, Kolding Nézőszám: 1600 Játékvezetők: Birch, Engkebolle (DEN) |

| 2015. december 11. 20:30 | Kongói DK          | 19–37       | Németország          | Kolding-Hallen, Kolding Nézőszám: 300 Játékvezetők: Almawt, Marhoon (BRN) |
| 2015. december 11. 20:30 | Lusamba, Milemba 4 | (11–18)     | Fischer, S. Müller 8 | Kolding-Hallen, Kolding Nézőszám: 300 Játékvezetők: Almawt, Marhoon (BRN) |
| 2015. december 11. 20:30 | 3× 3×              | Jegyzőkönyv | 4× 3×                | Kolding-Hallen, Kolding Nézőszám: 300 Játékvezetők: Almawt, Marhoon (BRN) |

### D csoport
| Csapat        | M | Gy | D | V | G+  | G-  | Gk   | P  |
| ------------- | - | -- | - | - | --- | --- | ---- | -- |
| Oroszország   | 5 | 5  | 0 | 0 | 171 | 115 | +56  | 10 |
| Norvégia      | 5 | 4  | 0 | 1 | 159 | 106 | +53  | 8  |
| Spanyolország | 5 | 3  | 0 | 2 | 148 | 98  | +50  | 6  |
| Románia       | 5 | 2  | 0 | 3 | 150 | 116 | +34  | 4  |
| Puerto Rico   | 5 | 1  | 0 | 4 | 88  | 197 | –109 | 2  |
| Kazahsztán    | 5 | 0  | 0 | 5 | 95  | 179 | –84  | 0  |

| 2015. december 5. 16:00 | Románia   | 47–14       | Puerto Rico | Arena Nord, Frederikshavn Nézőszám: 1258 Játékvezetők: Antić, Jakovljević (SRB) |
| 2015. december 5. 16:00 | Chiper 10 | (23–3)      | Hiraldo 5   | Arena Nord, Frederikshavn Nézőszám: 1258 Játékvezetők: Antić, Jakovljević (SRB) |
| 2015. december 5. 16:00 | 3× 2×     | Jegyzőkönyv | 4× 3×       | Arena Nord, Frederikshavn Nézőszám: 1258 Játékvezetők: Antić, Jakovljević (SRB) |

| 2015. december 5. 18:15 | Spanyolország | 31–10       | Kazahsztán | Arena Nord, Frederikshavn Nézőszám: 1285 Játékvezetők: Ota, Simadzsiri (JPN) |
| 2015. december 5. 18:15 | Martín 6      | (16–5)      | Tankina 4  | Arena Nord, Frederikshavn Nézőszám: 1285 Játékvezetők: Ota, Simadzsiri (JPN) |
| 2015. december 5. 18:15 | 1×            | Jegyzőkönyv | 2× 3×      | Arena Nord, Frederikshavn Nézőszám: 1285 Játékvezetők: Ota, Simadzsiri (JPN) |

| 2015. december 5. 20:30 | Norvégia | 25–26       | Oroszország | Arena Nord, Frederikshavn Nézőszám: 1360 Játékvezetők: Horváth, Marton (HUN) |
| 2015. december 5. 20:30 | Mørk 6   | (11–14)     | Vjahireva 9 | Arena Nord, Frederikshavn Nézőszám: 1360 Játékvezetők: Horváth, Marton (HUN) |
| 2015. december 5. 20:30 | 4× 3×    | Jegyzőkönyv | 6× 3×       | Arena Nord, Frederikshavn Nézőszám: 1360 Játékvezetők: Horváth, Marton (HUN) |

| 2015. december 7. 16:00 | Kazahsztán      | 20–36       | Románia          | Arena Nord, Frederikshavn Nézőszám: 770 Játékvezetők: Horváth, Marton (HUN) |
| 2015. december 7. 16:00 | Alekszandrova 7 | (12–18)     | Nechita, Manea 6 | Arena Nord, Frederikshavn Nézőszám: 770 Játékvezetők: Horváth, Marton (HUN) |
| 2015. december 7. 16:00 | 7×              | Jegyzőkönyv | 2×               | Arena Nord, Frederikshavn Nézőszám: 770 Játékvezetők: Horváth, Marton (HUN) |

| 2015. december 7. 18:15 | Oroszország | 28–26       | Spanyolország | Arena Nord, Frederikshavn Nézőszám: 1380 Játékvezetők: Lah, Sok (SLO) |
| 2015. december 7. 18:15 | Bliznova 7  | (16–14)     | Martín 6      | Arena Nord, Frederikshavn Nézőszám: 1380 Játékvezetők: Lah, Sok (SLO) |
| 2015. december 7. 18:15 | 7×          | Jegyzőkönyv | 4×            | Arena Nord, Frederikshavn Nézőszám: 1380 Játékvezetők: Lah, Sok (SLO) |

| 2015. december 7. 20:30 | Puerto Rico | 13–39       | Norvégia  | Arena Nord, Frederikshavn Nézőszám: 1516 Játékvezetők: Ota, Simadzsiri (JPN) |
| 2015. december 7. 20:30 | Maldonado 4 | (6–17)      | Sulland 7 | Arena Nord, Frederikshavn Nézőszám: 1516 Játékvezetők: Ota, Simadzsiri (JPN) |
| 2015. december 7. 20:30 | 7× 3×       | Jegyzőkönyv | 1× 3×     | Arena Nord, Frederikshavn Nézőszám: 1516 Játékvezetők: Ota, Simadzsiri (JPN) |

| 2015. december 8. 16:00 | Oroszország     | 45–18       | Puerto Rico | Arena Nord, Frederikshavn Nézőszám: 647 Játékvezetők: Horváth, Marton (HUN) |
| 2015. december 8. 16:00 | három játékos 6 | (22–7)      | Maldonado 5 | Arena Nord, Frederikshavn Nézőszám: 647 Játékvezetők: Horváth, Marton (HUN) |
| 2015. december 8. 16:00 | 4× 3× 1×        | Jegyzőkönyv | 8× 3×       | Arena Nord, Frederikshavn Nézőszám: 647 Játékvezetők: Horváth, Marton (HUN) |

| 2015. december 8. 18:15 | Spanyolország | 26–18       | Románia   | Arena Nord, Frederikshavn Nézőszám: 1259 Játékvezetők: Antić, Jakovljević (SRB) |
| 2015. december 8. 18:15 | Pena 7        | (13–12)     | Nechita 6 | Arena Nord, Frederikshavn Nézőszám: 1259 Játékvezetők: Antić, Jakovljević (SRB) |
| 2015. december 8. 18:15 | 2× 2×         | Jegyzőkönyv | 2× 3×     | Arena Nord, Frederikshavn Nézőszám: 1259 Játékvezetők: Antić, Jakovljević (SRB) |

| 2015. december 8. 20:30 | Norvégia | 40–19       | Kazahsztán | Arena Nord, Frederikshavn Nézőszám: 1384 Játékvezetők: Lah, Sok (SLO) |
| 2015. december 8. 20:30 | Herrem 7 | (20–10)     | Pikalova 6 | Arena Nord, Frederikshavn Nézőszám: 1384 Játékvezetők: Lah, Sok (SLO) |
| 2015. december 8. 20:30 | 3× 3×    | Jegyzőkönyv | 2× 3× 1×   | Arena Nord, Frederikshavn Nézőszám: 1384 Játékvezetők: Lah, Sok (SLO) |

| 2015. december 10. 16:00 | Kazahsztán        | 19–42       | Oroszország     | Arena Nord, Frederikshavn Nézőszám: 585 Játékvezetők: Antić, Jakovljević (SRB) |
| 2015. december 10. 16:00 | Rodina, Tankina 5 | (9–24)      | három játékos 7 | Arena Nord, Frederikshavn Nézőszám: 585 Játékvezetők: Antić, Jakovljević (SRB) |
| 2015. december 10. 16:00 | 1× 3×             | Jegyzőkönyv | 1× 3×           | Arena Nord, Frederikshavn Nézőszám: 585 Játékvezetők: Antić, Jakovljević (SRB) |

| 2015. december 10. 18:15 | Spanyolország | 39–13       | Puerto Rico | Arena Nord, Frederikshavn Nézőszám: 1060 Játékvezetők: Ota, Simadzsiri (JPN) |
| 2015. december 10. 18:15 | López 8       | (18–8)      | Ceballos 4  | Arena Nord, Frederikshavn Nézőszám: 1060 Játékvezetők: Ota, Simadzsiri (JPN) |
| 2015. december 10. 18:15 | 2× 2×         | Jegyzőkönyv | 6× 3×       | Arena Nord, Frederikshavn Nézőszám: 1060 Játékvezetők: Ota, Simadzsiri (JPN) |

| 2015. december 10. 20:30 | Románia | 22–26       | Norvégia | Arena Nord, Frederikshavn Nézőszám: 1610 Játékvezetők: Lah, Sok (SLO) |
| 2015. december 10. 20:30 | Neagu 8 | (10–13)     | Mørk 7   | Arena Nord, Frederikshavn Nézőszám: 1610 Játékvezetők: Lah, Sok (SLO) |
| 2015. december 10. 20:30 | 2× 3×   | Jegyzőkönyv | 3× 3×    | Arena Nord, Frederikshavn Nézőszám: 1610 Játékvezetők: Lah, Sok (SLO) |

| 2015. december 11. 16:00 | Puerto Rico | 30–27       | Kazahsztán | Arena Nord, Frederikshavn Nézőszám: 269 Játékvezetők: Ota, Simadzsiri (JPN) |
| 2015. december 11. 16:00 | Maldonado 7 | (18–14)     | Pikalova 9 | Arena Nord, Frederikshavn Nézőszám: 269 Játékvezetők: Ota, Simadzsiri (JPN) |
| 2015. december 11. 16:00 | 3× 3×       | Jegyzőkönyv | 3× 3×      | Arena Nord, Frederikshavn Nézőszám: 269 Játékvezetők: Ota, Simadzsiri (JPN) |

| 2015. december 11. 18:15 | Románia         | 27–30       | Oroszország | Arena Nord, Frederikshavn Nézőszám: 1415 Játékvezetők: Horváth, Marton (HUN) |
| 2015. december 11. 18:15 | Ardean-Elisei 6 | (16–17)     | Vjahireva 6 | Arena Nord, Frederikshavn Nézőszám: 1415 Játékvezetők: Horváth, Marton (HUN) |
| 2015. december 11. 18:15 | 5× 3×           | Jegyzőkönyv | 4× 3×       | Arena Nord, Frederikshavn Nézőszám: 1415 Játékvezetők: Horváth, Marton (HUN) |

| 2015. december 11. 20:30 | Norvégia | 29–26       | Spanyolország | Arena Nord, Frederikshavn Nézőszám: 1781 Játékvezetők: Lah, Sok (SLO) |
| 2015. december 11. 20:30 | Mørk 6   | (18–12)     | Pena 9        | Arena Nord, Frederikshavn Nézőszám: 1781 Játékvezetők: Lah, Sok (SLO) |
| 2015. december 11. 20:30 | 5× 4× 1× | Jegyzőkönyv | 2× 3×         | Arena Nord, Frederikshavn Nézőszám: 1781 Játékvezetők: Lah, Sok (SLO) |

## Elnöki kupa

### A 21–24. helyért
| 2015. december 13. 16:15 | Tunézia    | 28–24       | Kuba   | Jyske Bank Boxen, Herning Nézőszám: 1500 Játékvezetők: Antić, Jakovljević (SRB) |
| 2015. december 13. 16:15 | Hamrouni 7 | (15–12)     | Rizo 9 | Jyske Bank Boxen, Herning Nézőszám: 1500 Játékvezetők: Antić, Jakovljević (SRB) |
| 2015. december 13. 16:15 | 3× 2×      | Jegyzőkönyv | 4× 3×  | Jyske Bank Boxen, Herning Nézőszám: 1500 Játékvezetők: Antić, Jakovljević (SRB) |

| 2015. december 13. 18:30 | Kongói DK      | 30–31                        | Kazahsztán | Jyske Bank Boxen, Herning Nézőszám: 4500 Játékvezetők: Schulze, Tönnies (GER) |
| 2015. december 13. 18:30 | Mwasesa 11     | (12–11, 26–26, 26–26, 26–26) | Tankina 8  | Jyske Bank Boxen, Herning Nézőszám: 4500 Játékvezetők: Schulze, Tönnies (GER) |
| 2015. december 13. 18:30 | 5× 2×          | Jegyzőkönyv                  | 8× 4×      | Jyske Bank Boxen, Herning Nézőszám: 4500 Játékvezetők: Schulze, Tönnies (GER) |
| 2015. december 13. 18:30 | Büntetőpárbaj: |                              |            | Jyske Bank Boxen, Herning Nézőszám: 4500 Játékvezetők: Schulze, Tönnies (GER) |
| 2015. december 13. 18:30 | 4–5            |                              |            | Jyske Bank Boxen, Herning Nézőszám: 4500 Játékvezetők: Schulze, Tönnies (GER) |

### A 23. helyért
| 2015. december 14. 15:30 | Kuba   | 29–19       | Kongói DK | Jyske Bank Boxen, Herning Nézőszám: 100 Játékvezetők: Bonaventura, Bonaventura (FRA) |
| 2015. december 14. 15:30 | Rizo 8 | (14–10)     | Mwasesa 7 | Jyske Bank Boxen, Herning Nézőszám: 100 Játékvezetők: Bonaventura, Bonaventura (FRA) |
| 2015. december 14. 15:30 | 5× 2×  | Jegyzőkönyv | 6× 2×     | Jyske Bank Boxen, Herning Nézőszám: 100 Játékvezetők: Bonaventura, Bonaventura (FRA) |

### A 21. helyért
| 2015. december 14. 13:00 | Tunézia    | 39–23       | Kazahsztán        | Jyske Bank Boxen, Herning Nézőszám: 100 Játékvezetők: Arntsen, Røen (NOR) |
| 2015. december 14. 13:00 | Hamrouni 9 | (16–12)     | Rodina, Tankina 5 | Jyske Bank Boxen, Herning Nézőszám: 100 Játékvezetők: Arntsen, Røen (NOR) |
| 2015. december 14. 13:00 | 2× 1×      | Jegyzőkönyv | 7× 3×             | Jyske Bank Boxen, Herning Nézőszám: 100 Játékvezetők: Arntsen, Røen (NOR) |

### A 17–20. helyért
| 2015. december 13. 15:30 | Japán      | 24–29       | Kína          | Kolding-Hallen, Kolding Nézőszám: 600 Játékvezetők: Stenrand, Birch (DEN) |
| 2015. december 13. 15:30 | Fudzsii 14 | (11–16)     | Szun, Dzsin 7 | Kolding-Hallen, Kolding Nézőszám: 600 Játékvezetők: Stenrand, Birch (DEN) |
| 2015. december 13. 15:30 | 6× 3×      | Jegyzőkönyv | 6× 4×         | Kolding-Hallen, Kolding Nézőszám: 600 Játékvezetők: Stenrand, Birch (DEN) |

| 2015. december 13. 18:00 | Argentína | 28–14       | Puerto Rico     | Kolding-Hallen, Kolding Nézőszám: 400 Játékvezetők: Coulibaly, Diabaté (CIV) |
| 2015. december 13. 18:00 | Salvadó 7 | (13–6)      | három játékos 3 | Kolding-Hallen, Kolding Nézőszám: 400 Játékvezetők: Coulibaly, Diabaté (CIV) |
| 2015. december 13. 18:00 | 4× 2×     | Jegyzőkönyv | 7× 3×           | Kolding-Hallen, Kolding Nézőszám: 400 Játékvezetők: Coulibaly, Diabaté (CIV) |

### A 19. helyért
| 2015. december 14. 13:00 | Japán       | 44–15       | Puerto Rico        | Kolding-Hallen, Kolding Nézőszám: 400 Játékvezetők: Antić, Jakovljević (SRB) |
| 2015. december 14. 13:00 | Matsumura 9 | (21–7)      | Ceballos, García 4 | Kolding-Hallen, Kolding Nézőszám: 400 Játékvezetők: Antić, Jakovljević (SRB) |
| 2015. december 14. 13:00 | 4× 3×       | Jegyzőkönyv | 3× 3×              | Kolding-Hallen, Kolding Nézőszám: 400 Játékvezetők: Antić, Jakovljević (SRB) |

### A 17. helyért
| 2015. december 14. 15:30 | Kína          | 35–27       | Argentína | Kolding-Hallen, Kolding Nézőszám: 200 Játékvezetők: Alpaidze, Berezkina (RUS) |
| 2015. december 14. 15:30 | Jen Mei Csu 8 | (20–9)      | Kartsen 7 | Kolding-Hallen, Kolding Nézőszám: 200 Játékvezetők: Alpaidze, Berezkina (RUS) |
| 2015. december 14. 15:30 | 3× 4×         | Jegyzőkönyv | 3×        | Kolding-Hallen, Kolding Nézőszám: 200 Játékvezetők: Alpaidze, Berezkina (RUS) |

## Egyenes kieséses szakasz
|  |               |               |               |               |              |               |               |               |               |               |              |              |              |  |  |       |       |       |
|  | Nyolcaddöntők | Nyolcaddöntők | Nyolcaddöntők |               |              | Negyeddöntők  | Negyeddöntők  | Negyeddöntők  |               |               | Elődöntők    | Elődöntők    | Elődöntők    |  |  | Döntő | Döntő | Döntő |
|  | Nyolcaddöntők | Nyolcaddöntők | Nyolcaddöntők |               |              | Negyeddöntők  | Negyeddöntők  | Negyeddöntők  |               |               | Elődöntők    | Elődöntők    | Elődöntők    |  |  | Döntő | Döntő | Döntő |
|  | december 13.  |               |               |               |              |               |               |               |               |               |              |              |              |  |  |       |       |       |
|  |               |               |               |               |              |               |               |               |               |               |              |              |              |  |  |       |       |       |
|  | B1            | Hollandia     | 36            |               |              |               |               |               |               |               |              |              |              |  |  |       |       |       |
|  | B1            | Hollandia     | 36            | december 16.  |              |               |               |               |               |               |              |              |              |  |  |       |       |       |
|  | A4            | Szerbia       | 20            |               |              |               |               |               |               |               |              |              |              |  |  |       |       |       |
|  | A4            | Szerbia       | 20            |               |              | Hollandia     | Hollandia     | 28            |               |               |              |              |              |  |  |       |       |       |
|  | december 14.  |               |               |               |              | Hollandia     | Hollandia     | 28            |               |               |              |              |              |  |  |       |       |       |
|  |               |               | Franciaország | Franciaország | 25           |               |               |               |               |               |              |              |              |  |  |       |       |       |
|  | D3            | Spanyolország | Franciaország | Franciaország | 25           | 21            |               |               |               |               |              |              |              |  |  |       |       |       |
|  | D3            | Spanyolország |               |               |              | 21            | december 18.  |               |               |               |              |              |              |  |  |       |       |       |
|  | C2            | Franciaország | 22            |               |              |               |               |               |               |               |              |              |              |  |  |       |       |       |
|  | C2            | Franciaország | 22            |               |              | Hollandia     | Hollandia     | 30            |               |               |              |              |              |  |  |       |       |       |
|  | december 14.  |               |               |               |              | Hollandia     | Hollandia     | 30            |               |               |              |              |              |  |  |       |       |       |
|  |               |               | Lengyelország | Lengyelország | 25           |               |               |               |               |               |              |              |              |  |  |       |       |       |
|  | B3            | Lengyelország | Lengyelország | Lengyelország | 25           | 24            |               |               |               |               |              |              |              |  |  |       |       |       |
|  | B3            | Lengyelország | december 16.  |               |              | 24            |               |               |               |               |              |              |              |  |  |       |       |       |
|  | A2            | Magyarország  | 23            |               |              |               |               |               |               |               |              |              |              |  |  |       |       |       |
|  | A2            | Magyarország  | 23            |               |              | Lengyelország | Lengyelország | 21            |               |               |              |              |              |  |  |       |       |       |
|  | december 14.  |               |               |               |              | Lengyelország | Lengyelország | 21            |               |               |              |              |              |  |  |       |       |       |
|  |               |               | Oroszország   | Oroszország   | 20           |               |               |               |               |               |              |              |              |  |  |       |       |       |
|  | D1            | Oroszország   | Oroszország   | Oroszország   | 20           | 30            |               |               |               |               |              |              |              |  |  |       |       |       |
|  | D1            | Oroszország   |               |               |              | 30            | december 20.  |               |               |               |              |              |              |  |  |       |       |       |
|  | C4            | Dél-Korea     | 25            |               |              |               |               |               |               |               |              |              |              |  |  |       |       |       |
|  | C4            | Dél-Korea     | 25            |               |              | Hollandia     | Hollandia     | 23            |               |               |              |              |              |  |  |       |       |       |
|  | december 13.  |               |               |               |              | Hollandia     | Hollandia     | 23            |               |               |              |              |              |  |  |       |       |       |
|  |               |               | Norvégia      | Norvégia      | 31           |               |               |               |               |               |              |              |              |  |  |       |       |       |
|  | C3            | Németország   | Norvégia      | Norvégia      | 31           | 22            |               |               |               |               |              |              |              |  |  |       |       |       |
|  | C3            | Németország   | december 16.  |               |              | 22            |               |               |               |               |              |              |              |  |  |       |       |       |
|  | D2            | Norvégia      | 28            |               |              |               |               |               |               |               |              |              |              |  |  |       |       |       |
|  | D2            | Norvégia      | 28            |               |              | Norvégia      | Norvégia      | 26            |               |               |              |              |              |  |  |       |       |       |
|  | december 14.  |               |               |               |              | Norvégia      | Norvégia      | 26            |               |               |              |              |              |  |  |       |       |       |
|  |               |               | Montenegró    | Montenegró    | 25           |               |               |               |               |               |              |              |              |  |  |       |       |       |
|  | A1            | Montenegró    | Montenegró    | Montenegró    | 25           | 38            |               |               |               |               |              |              |              |  |  |       |       |       |
|  | A1            | Montenegró    |               |               |              | 38            | december 18.  |               |               |               |              |              |              |  |  |       |       |       |
|  | B4            | Angola        | 28            |               |              |               |               |               |               |               |              |              |              |  |  |       |       |       |
|  | B4            | Angola        | 28            |               |              | Norvégia      | Norvégia      | 35            |               |               |              |              |              |  |  |       |       |       |
|  | december 13.  |               |               |               |              | Norvégia      | Norvégia      | 35            |               |               |              |              |              |  |  |       |       |       |
|  |               |               | Románia       | Románia       | 33           |               |               | Bronzmérkőzés | Bronzmérkőzés | Bronzmérkőzés |              |              |              |  |  |       |       |       |
|  | A3            | Dánia         | Románia       | Románia       | 33           | 26            |               |               |               | Bronzmérkőzés |              |              |              |  |  |       |       |       |
|  | A3            | Dánia         |               |               | december 16. | december 16.  | december 16.  |               |               |               | december 20. | december 20. | december 20. |  |  |       |       |       |
|  | B2            | Svédország    | 19            |               | december 16. | december 16.  | december 16.  |               |               |               | december 20. | december 20. | december 20. |  |  |       |       |       |
|  | B2            | Svédország    | 19            |               |              | Dánia         | Dánia         | 30            | Lengyelország | Lengyelország | 22           |              |              |  |  |       |       |       |
|  | december 13.  |               |               |               |              | Dánia         | Dánia         | 30            | Lengyelország | Lengyelország | 22           |              |              |  |  |       |       |       |
|  |               |               | Románia       | Románia       | 31           |               |               | Románia       | Románia       | 31            |              |              |              |  |  |       |       |       |
|  | C1            | Brazília      | Románia       | Románia       | 31           | 22            |               | Románia       | Románia       | 31            |              |              |              |  |  |       |       |       |
|  | C1            | Brazília      |               |               |              |               |               |               |               |               |              |              |              |  |  |       |       |       |
|  | D4            | Románia       | 25            |               |              |               |               |               |               |               |              |              |              |  |  |       |       |       |
|  | D4            | Románia       | 25            |               |              |               |               |               |               |               |              |              |              |  |  |       |       |       |

### Nyolcaddöntők
| 2015. december 13. 20:30 | Németország        | 22–28       | Norvégia | Arena Nord, Frederikshavn Nézőszám: 1348 Játékvezetők: Horváth, Marton (HUN) |
| 2015. december 13. 20:30 | Smits, S. Müller 7 | (10–15)     | Løke 9   | Arena Nord, Frederikshavn Nézőszám: 1348 Játékvezetők: Horváth, Marton (HUN) |
| 2015. december 13. 20:30 | 4× 3×              | Jegyzőkönyv | 2× 3×    | Arena Nord, Frederikshavn Nézőszám: 1348 Játékvezetők: Horváth, Marton (HUN) |

| 2015. december 13. 20:30 | Brazília    | 22–25       | Románia    | Kolding-Hallen, Kolding Nézőszám: 1100 Játékvezetők: García, Marín (ESP) |
| 2015. december 13. 20:30 | Rodrigues 5 | (8–13)      | Bradeanu 7 | Kolding-Hallen, Kolding Nézőszám: 1100 Játékvezetők: García, Marín (ESP) |
| 2015. december 13. 20:30 | 4× 3×       | Jegyzőkönyv | 4× 2×      | Kolding-Hallen, Kolding Nézőszám: 1100 Játékvezetők: García, Marín (ESP) |

| 2015. december 13. 20:45 | Dánia          | 26–19       | Svédország | Jyske Bank Boxen, Herning Nézőszám: 12 500 Játékvezetők: Arntsen, Røen (NOR) |
| 2015. december 13. 20:45 | S. Jørgensen 6 | (15–7)      | Ahlm 5     | Jyske Bank Boxen, Herning Nézőszám: 12 500 Játékvezetők: Arntsen, Røen (NOR) |
| 2015. december 13. 20:45 | 4× 3×          | Jegyzőkönyv | 3× 2×      | Jyske Bank Boxen, Herning Nézőszám: 12 500 Játékvezetők: Arntsen, Røen (NOR) |

| 2015. december 13. 20:45 | Hollandia | 36–20       | Szerbia | Næstved Arena, Næstved Nézőszám: 2744 Játékvezetők: Bonaventura, Bonaventura (FRA) |
| 2015. december 13. 20:45 | Abbingh 6 | (17–6)      | Krpež 6 | Næstved Arena, Næstved Nézőszám: 2744 Játékvezetők: Bonaventura, Bonaventura (FRA) |
| 2015. december 13. 20:45 | 6× 3×     | Jegyzőkönyv | 4× 4×   | Næstved Arena, Næstved Nézőszám: 2744 Játékvezetők: Bonaventura, Bonaventura (FRA) |

| 2015. december 14. 17:45 | Spanyolország | 21–22       | Franciaország | Kolding-Hallen, Kolding Nézőszám: 1400 Játékvezetők: Schulze, Tönnies (GER) |
| 2015. december 14. 17:45 | Pena 7        | (12–9)      | Niombla 8     | Kolding-Hallen, Kolding Nézőszám: 1400 Játékvezetők: Schulze, Tönnies (GER) |
| 2015. december 14. 17:45 | 8× 4× 1×      | Jegyzőkönyv | 5× 4×         | Kolding-Hallen, Kolding Nézőszám: 1400 Játékvezetők: Schulze, Tönnies (GER) |

| 2015. december 14. 18:00 | Lengyelország | 24–23       | Magyarország           | Jyske Bank Boxen, Herning Nézőszám: 1230 Játékvezetők: Lah, Sok (SLO) |
| 2015. december 14. 18:00 | Kudłacz 8     | (13–14)     | Hornyák, Szucsánszki 5 | Jyske Bank Boxen, Herning Nézőszám: 1230 Játékvezetők: Lah, Sok (SLO) |
| 2015. december 14. 18:00 | 5× 4×         | Jegyzőkönyv | 1× 4×                  | Jyske Bank Boxen, Herning Nézőszám: 1230 Játékvezetők: Lah, Sok (SLO) |

| 2015. december 14. 20:30 | Oroszország | 30–25       | Dél-Korea | Kolding-Hallen, Kolding Nézőszám: 1100 Játékvezetők: Lenci, Grillo (ARG) |
| 2015. december 14. 20:30 | Akopian 6   | (16–13)     | Lee 7     | Kolding-Hallen, Kolding Nézőszám: 1100 Játékvezetők: Lenci, Grillo (ARG) |
| 2015. december 14. 20:30 | 2× 3×       | Jegyzőkönyv | 7× 3×     | Kolding-Hallen, Kolding Nézőszám: 1100 Játékvezetők: Lenci, Grillo (ARG) |

| 2015. december 14. 20:45 | Montenegró  | 38–28       | Angola      | Jyske Bank Boxen, Herning Nézőszám: 1230 Játékvezetők: Koo, Lee (KOR) |
| 2015. december 14. 20:45 | Radičević 9 | (19–13)     | Bernardo 11 | Jyske Bank Boxen, Herning Nézőszám: 1230 Játékvezetők: Koo, Lee (KOR) |
| 2015. december 14. 20:45 | 9× 3×       | Jegyzőkönyv | 3× 2×       | Jyske Bank Boxen, Herning Nézőszám: 1230 Játékvezetők: Koo, Lee (KOR) |

### Negyeddöntők
| 2015. december 16. 17:45 | Hollandia | 28–25       | Franciaország | SYDBANK Arena, Kolding Nézőszám: 2500 Játékvezetők: Horváth, Márton (HUN) |
| 2015. december 16. 17:45 | Polman 10 | (15–12)     | Pineau 8      | SYDBANK Arena, Kolding Nézőszám: 2500 Játékvezetők: Horváth, Márton (HUN) |
| 2015. december 16. 17:45 | 5× 2×     | Jegyzőkönyv | 4× 2×         | SYDBANK Arena, Kolding Nézőszám: 2500 Játékvezetők: Horváth, Márton (HUN) |

| 2015. december 16. 18:00 | Lengyelország | 21–20       | Oroszország | Jyske Bank Boxen, Herning Nézőszám: 8000 Játékvezetők: Arntsen, Røen (NOR) |
| 2015. december 16. 18:00 | Kobylińska 6  | (11–9)      | Vjahireva 5 | Jyske Bank Boxen, Herning Nézőszám: 8000 Játékvezetők: Arntsen, Røen (NOR) |
| 2015. december 16. 18:00 | 3× 3×         | Jegyzőkönyv | 5× 2×       | Jyske Bank Boxen, Herning Nézőszám: 8000 Játékvezetők: Arntsen, Røen (NOR) |

| 2015. december 16. 20:30 | Norvégia | 26–25       | Montenegró              | SYDBANK Arena, Kolding Nézőszám: 2800 Játékvezetők: Lah, Sok (SLO) |
| 2015. december 16. 20:30 | Mørk 8   | (13–11)     | Mehmedović, Radičević 6 | SYDBANK Arena, Kolding Nézőszám: 2800 Játékvezetők: Lah, Sok (SLO) |
| 2015. december 16. 20:30 | 8× 4×    | Jegyzőkönyv | 4× 4× 1×                | SYDBANK Arena, Kolding Nézőszám: 2800 Játékvezetők: Lah, Sok (SLO) |

| 2015. december 16. 20:45 | Dánia          | 30–31 (h. u.)  | Románia  | Jyske Bank Boxen, Herning Nézőszám: 12 500 Játékvezetők: Bonaventura, Bonaventura (FRA) |
| 2015. december 16. 20:45 | L. Jørgensen 6 | (10–13, 27–27) | Neagu 15 | Jyske Bank Boxen, Herning Nézőszám: 12 500 Játékvezetők: Bonaventura, Bonaventura (FRA) |
| 2015. december 16. 20:45 | 5× 4×          | Jegyzőkönyv    | 5× 3×    | Jyske Bank Boxen, Herning Nézőszám: 12 500 Játékvezetők: Bonaventura, Bonaventura (FRA) |

### Az 5–8. helyért
| 2015. december 18. 13:15 | Franciaország | 25–31       | Oroszország | Jyske Bank Boxen, Herning Nézőszám: 3500 Játékvezetők: Ok, Ok (KOR) |
| 2015. december 18. 13:15 | Zaadi 6       | (8–15)      | Vjahireva 6 | Jyske Bank Boxen, Herning Nézőszám: 3500 Játékvezetők: Ok, Ok (KOR) |
| 2015. december 18. 13:15 | 7× 3× 1×      | Jegyzőkönyv | 9× 3×       | Jyske Bank Boxen, Herning Nézőszám: 3500 Játékvezetők: Ok, Ok (KOR) |

| 2015. december 18. 15:45 | Montenegró            | 20–28       | Dánia          | Jyske Bank Boxen, Herning Nézőszám: 9500 Játékvezetők: Horváth, Márton (HUN) |
| 2015. december 18. 15:45 | Radičević, Raičević 4 | (11–15)     | S. Jørgensen 8 | Jyske Bank Boxen, Herning Nézőszám: 9500 Játékvezetők: Horváth, Márton (HUN) |
| 2015. december 18. 15:45 | 2× 3×                 | Jegyzőkönyv | 4× 3×          | Jyske Bank Boxen, Herning Nézőszám: 9500 Játékvezetők: Horváth, Márton (HUN) |

### Elődöntők
| 2015. december 18. 18:00 | Hollandia | 30–25       | Lengyelország | Jyske Bank Boxen, Herning Nézőszám: 9500 Játékvezetők: Lah, Sok (SLO) |
| 2015. december 18. 18:00 | Polman 6  | (15–8)      | Kudłacz 5     | Jyske Bank Boxen, Herning Nézőszám: 9500 Játékvezetők: Lah, Sok (SLO) |
| 2015. december 18. 18:00 | 1× 3×     | Jegyzőkönyv | 4× 3×         | Jyske Bank Boxen, Herning Nézőszám: 9500 Játékvezetők: Lah, Sok (SLO) |

| 2015. december 18. 20:45 | Norvégia | 35–33 (h. u.)  | Románia | Jyske Bank Boxen, Herning Nézőszám: 10 200 Játékvezetők: Lah, Sok (SLO) |
| 2015. december 18. 20:45 | Mørk 8   | (17–14, 27–27) | Neagu 8 | Jyske Bank Boxen, Herning Nézőszám: 10 200 Játékvezetők: Lah, Sok (SLO) |
| 2015. december 18. 20:45 | 4× 3× 1× | Jegyzőkönyv    | 6× 4×   | Jyske Bank Boxen, Herning Nézőszám: 10 200 Játékvezetők: Lah, Sok (SLO) |

### A 7. helyért
| 2015. december 20. 10:30 | Franciaország     | 34–23       | Montenegró  | Jyske Bank Boxen, Herning Nézőszám: 1000 Játékvezetők: Schulze, Tönnies (GER) |
| 2015. december 20. 10:30 | Ayglon, Dembélé 7 | (20–13)     | Radičević 7 | Jyske Bank Boxen, Herning Nézőszám: 1000 Játékvezetők: Schulze, Tönnies (GER) |
| 2015. december 20. 10:30 | 4× 3×             | Jegyzőkönyv | 4× 3×       | Jyske Bank Boxen, Herning Nézőszám: 1000 Játékvezetők: Schulze, Tönnies (GER) |

### Az 5. helyért
| 2015. december 20. 13:00 | Oroszország | 25–21       | Dánia          | Jyske Bank Boxen, Herning Nézőszám: 9000 Játékvezetők: Lah, Sok (SLO) |
| 2015. december 20. 13:00 | Vjahireva 7 | (12–16)     | S. Jørgensen 7 | Jyske Bank Boxen, Herning Nézőszám: 9000 Játékvezetők: Lah, Sok (SLO) |
| 2015. december 20. 13:00 | 3× 2×       | Jegyzőkönyv | 5× 3×          | Jyske Bank Boxen, Herning Nézőszám: 9000 Játékvezetők: Lah, Sok (SLO) |

### Bronzmérkőzés
| 2015. december 20. 15:30 | Lengyelország | 22–31       | Románia  | Jyske Bank Boxen, Herning Nézőszám: 11 000 Játékvezetők: Arntsen, Røen (NOR) |
| 2015. december 20. 15:30 | Achruk 6      | (8–15)      | Neagu 10 | Jyske Bank Boxen, Herning Nézőszám: 11 000 Játékvezetők: Arntsen, Røen (NOR) |
| 2015. december 20. 15:30 | 2× 3×         | Jegyzőkönyv | 7× 3×    | Jyske Bank Boxen, Herning Nézőszám: 11 000 Játékvezetők: Arntsen, Røen (NOR) |

### Döntő
| 2015. december 20. 18:00 | Hollandia | 23–31       | Norvégia | Jyske Bank Boxen, Herning Nézőszám: 12 500 Játékvezetők: Bonaventura, Bonaventura (FRA) |
| 2015. december 20. 18:00 | Polman 8  | (9–20)      | Herrem 7 | Jyske Bank Boxen, Herning Nézőszám: 12 500 Játékvezetők: Bonaventura, Bonaventura (FRA) |
| 2015. december 20. 18:00 | 4× 3×     | Jegyzőkönyv | 3× 3×    | Jyske Bank Boxen, Herning Nézőszám: 12 500 Játékvezetők: Bonaventura, Bonaventura (FRA) |

| A 2015-ös női kézilabda-világbajnokság győztese |
| ----------------------------------------------- |
| · Norvégia · 3. cím                             |

## Góllövőlista
A góllövőlista élmezőnye:
| Hely. | Gól | Név                 |
| ----- | --- | ------------------- |
| 1.    | 63  | Cristina Neagu      |
| 2.    | 60  | Jovanka Radičević   |
| 3.    | 52  | Anna Vjahireva      |
| 3.    | 52  | Karolina Kudłacz    |
| 5.    | 45  | Christianne Mwasesa |
| 6.    | 43  | Estavana Polman     |
| 6.    | 43  | Katarina Bulatović  |
| 6.    | 43  | Mouna Chebbah       |
| 6.    | 43  | Nora Mørk           |
| 6.    | 43  | Natália Bernardo    |

## All-Star csapat
A torna legértékesebb játékosa Cristina Neagu lett.
- Kapus:  Tess Wester (Hollandia)
- Jobb szélső:  Jovanka Radičević (Montenegró)
- Jobb átlövő:  Nora Mørk (Norvégia)
- Irányító:  Stine Bredal Oftedal (Norvégia)
- Bal átlövő:  Cristina Neagu (Románia)
- Bal szélső:  Valentina Ardean Elisei (Románia)
- Beálló:  Heidi Løke (Norvégia)

## Végeredmény
|     | Norvégia      |  |  |  |  |  |  |  |  |
|     | Hollandia     |  |  |  |  |  |  |  |  |
|     | Románia       |  |  |  |  |  |  |  |  |
| 4.  | Lengyelország |  |  |  |  |  |  |  |  |
| 5.  | Oroszország   |  |  |  |  |  |  |  |  |
| 6.  | Dánia         |  |  |  |  |  |  |  |  |
| 7.  | Franciaország |  |  |  |  |  |  |  |  |
| 8.  | Montenegró    |  |  |  |  |  |  |  |  |
|     |               |  |  |  |  |  |  |  |  |
| 9.  | Svédország    |  |  |  |  |  |  |  |  |
| 10. | Brazília      |  |  |  |  |  |  |  |  |
| 11. | Magyarország  |  |  |  |  |  |  |  |  |
| 12. | Spanyolország |  |  |  |  |  |  |  |  |
| 13. | Németország   |  |  |  |  |  |  |  |  |
| 14. | Dél-Korea     |  |  |  |  |  |  |  |  |
| 15. | Szerbia       |  |  |  |  |  |  |  |  |
| 16. | Angola        |  |  |  |  |  |  |  |  |
|     |               |  |  |  |  |  |  |  |  |
| 17. | Kína          |  |  |  |  |  |  |  |  |
| 18. | Argentína     |  |  |  |  |  |  |  |  |
| 19. | Japán         |  |  |  |  |  |  |  |  |
| 20. | Puerto Rico   |  |  |  |  |  |  |  |  |
|     |               |  |  |  |  |  |  |  |  |
| 21. | Tunézia       |  |  |  |  |  |  |  |  |
| 22. | Kazahsztán    |  |  |  |  |  |  |  |  |
| 23. | Kuba          |  |  |  |  |  |  |  |  |
| 24. | Kongói DK     |  |  |  |  |  |  |  |  |